# كريم الحسيني
كريم الحسيني (9 فبراير 1984)، ممثل ومؤدي أصوات مصري.  بدأ التمثيل منذ الصغر في عدد من الأفلام السينمائية ومنها: (المولد، شمس الزناتي، اللعب مع الكبار، سمع هس)، وواصل التمثيل في الكبر وتخصص في الدراما التليفزيونية ومن مسلسلاته: (ناصر، حقي برقبتي، نص أنا نص هو، طوق نجاة). وقد مثل بجانب عدد من كبار الممثلين أمثال: عادل إمام -أحمد زكي.

## من أعماله

### الأفلام
- طارق الهادي
- ليالي الحب
- معالي الوزير
- النعامة والطاووس
- الجراج
- درب البهلوان
- اللعب مع الكبار
- سمع همس
- شمس الزناتي
- آدم بدون غطاء
- المولد

### المسلسلات
- الحرير المخملي
- الضاهر
- آه من حوا
- جراب حواء
- يا أنا يا إنتي
- الحكر
- ستائر الخوف
- القاصرات
- الخفافيش
- عرفة البحر
- ورد وشوك
- لحظة ميلاد
- انا المصري
- ايد واحدة
- نور مريم
- أزمة سكر
- السائرون نياما

- مملكة الجبل
- طوق نجاة
- رفع الستار
- عباد الرحمن
- رأفت الهجان
- البراري والحامول
- حكايات السندباد البحري
- الوتد
- أين قلبي
- فارس بلا جواد
- حكايات زوج معاصر
- المرأة في الإسلام
- أحلام هند الخشاب
- ملك روحي
- الست أصيلة
- حقي برقبتي
- رياح الشرق

### تأليف
- فص ملح وداخ[2]

## روابط خارجية
- كريم الحسيني على موقع الدهليز
- كريم الحسيني على موقع قاعدة بيانات الأفلام العربية